# Xalisco (Nayarit)
Xalisco (pronunciación: Jalisco) es una ciudad del estado mexicano de Nayarit y cabecera del municipio homónimo. De acuerdo a datos del Censo de Población y Vivienda 2020 del INEGI, cuenta con 48,170 habitantes, siendo la segunda ciudad por población del estado. Colinda con Tepic, la capital del estado y conurbados conforman la zona metropolitana de Tepic con 491,153 habitantes, en una extensión de 74 kilómetros cuadrados.
Es un importante centro agrícola y comercial con una notable industria ganadera, de maíz, caña de azúcar, limón y aguacate.

## Toponimia
"Xalisco" significa "lugar sobre la superficie de jal".

## Clima
Es un lugar con un clima cálido subhúmedo, aunque cuenta con las cuatro estaciones del año, en verano llega a temperaturas de 35°a 37°aunque también desciende la temperatura de 4° a 8° en invierno.

## Comercio
Xalisco cuenta con una gran variedad de negocios, locales y comercios de los cuales sobresalen; supermercados y farmacias: Ley Xalisco, Mi Bodega Aurrera, Oxxo, La Purísima, Farmapronto, Kiosko, Onix, Farmacias Guadalajara y Sufacen.
Hay gran variedad de tiendas de ropa, abarrotes, ferreterías, papelerías, zapaterías, Expendios de café, etcétera.
- Mi Bodega Aurrera Xalisco (Power Center): Ubicado en Boulevard Tepic-Xalisco y Calle del Sol cuya composición son Coppel y Mi Bodega Aurrera.
- Ley Xalisco (Power Center): Ubicado frente a Mi Bodega Aurrerá Xalisco, se posiciona como una alternativa para habitantes del municipio.
- Plaza Boulevard: Es una muy pequeña plaza ubicada sobre el Boulevard Tepic-Xalisco, tiene un restaurante de sushi, Rosticerías "El Pechugón", lavandería y otros.
- Plaza Xalisco: Es un pequeño centro comercial ubicado en Av. Hidalgo 111, tiene un restaurante bar, un antro bar, blancos de Nayarit, Farmacias Similares, y un Oxxo.

## Educación
La ciudad de Xalisco tiene variedad de escuelas y colegios los cuales cubren las necesidades de la ciudad y algunas localidades cercanas.

### Universidades
- En la ciudad de Xalisco se encuentra la Universidad Tecnológica de Nayarit, sobre la carretera MX200; cubre las necesidades de la ciudad de Xalisco y la vecina ciudad de Tepic. También cuenta con la Unidad Académica de Agricultura dependiente de la Universidad Autónoma de Nayarit, la cual ofrece las carreras de ingeniero Agrónomo y la licenciatura en Biología.

### Primarias
- Jaime Torres Bodet.
- Niños Héroes.
- Padre de la Patria.
- Sor Juana Inés de la Cruz.
- Colegio Da Vinci.
- Colegio Colibrí.
- México (Turno Vespertino)
- Emilio Magaña González.
- José Santos Godínez.
- Cristóbal Colón.
- Francisco Villa.
- Ramos Millán.
- Ignacio Ramírez.
- Escuela General Lázaro Cárdenas.
- 20 de Noviembre
- Libertadores de América

### Preescolar
Una docena de escuelas dentro de la ciudad.

## Datos adicionales
La ciudad de Xalisco está ubicada en el centro del estado de Nayarit, México.
Está conurbada a la ciudad de Tepic, juntas forman un área metropolitana con aproximadamente 601,000 habitantes.
El municipio cuenta con un aeropuerto, 2 supermercados, variedad de tiendas y empresas locales, estatales y nacionales.
"Xalisco" significa "lugar sobre la superficie de la arena"
El escudo de Xalisco tiene como fondo el color blanco del azúcar y de “jal ó xal”, recurso natural abundante en la región. Aparecen el machete y un trozo de caña de azúcar, haciendo referencia a la fuerte producción cañera. Estos elementos forman al cruzarse la letra “X”, inicial del nombre de Xalisco, que significa: “Lugar sobre el arenal”.
En la plaza Miguel Hidalgo de la ciudad hay una pileta de piedra que según versiones perteneció a la reina Pupulualzin y Doña Marina o Malitzin, disfrutó de agradables baños.
Los dos elotes cruzados en el escudo simbolizan la alegría de la llamada “Feria del Elote” que se festeja con la del santo patrono “San Cayetano”.
Además Xalisco es un lugar con un clima cálido en verano aunque una temperatura de 20 a 21 grados en diciembre.

## Historia

### Reseña histórica
Existe el registro de petroglifos grabados en San Antonio, se reportaron tumbas de tiro en Cofradía de Chocolón, Valle de Matatipac, e incluso en la cabecera municipal. 
En la época prehispánica, el Señorío de Xalisco se extendió por los Valles de Matatipac y tuvo como tributarios a los pueblos de Tepique, Mecatán, Mazatán y Pochotitán; de elevado nivel cultural y agricultura en terrazas. 
En 1525, arribó Francisco Cortés de San Buenaventura maravillándose por un suntuoso "Oteocalli", asentado en una pirámide y templo dedicado al Dios Piltzitli. 
En 1530, Nuño Beltrán de Guzmán arrasó y quemó el pueblo. 
Durante la colonia se desarrolló el cultivo de caña de azúcar, en las haciendas de San José de Costilla y San Cayetano, y el del café, en Malinal y Tepozal.
En 1823, fue mencionado como Ayuntamiento de la partida de Tepic del estado de Jalisco. 
En 1824, quedó incorporado al Séptimo Cantón de la división política del estado. 
En 1861, en plena lucha entre liberales y conservadores, se registraron en la hacienda de San Cayetano, incursiones coras al mando de Manuel Lozada. 
Xalisco formó parte del distrito militar de Tepic en 1867. 
Fue municipalidad de la prefectura y territorio de Tepic en 1884.
El 5 de febrero de 1918 quedó integrado como Municipio Libre y Soberano del Estado de Nayarit. 
En 1920, se conformó en ejido, como resultado del movimiento agrario iniciado años atrás, que fructificó con la dotación de tierras a diversos núcleos agrarios. 

## Medio físico

### Localización
El Municipio de Xalisco se ubica en las coordenadas geográficas extremas 21°28′ al 21°18′ de latitud norte y 104°45′ al 105°4′ de longitud oeste. Colinda al norte con el municipio de Tepic, y al sur con el de Compostela; al oriente con Santa María del Oro y al poniente con el de San Blas.

### Extensión
Su extensión territorial es de 290.60 kilómetros cuadrados, y representa el 1.05 % de la superficie total del estado. Por su dimensión territorial es el municipio más pequeño de los 20 que integran el estado.

### Orografía
Las zonas accidentadas abarcan el 60% de la superficie, las semiplanas el 25% y las planas el 15% aproximadamente. Las primeras se localizan al este y suroeste y están formadas por el volcán de San Juan y los cerros Alto, El Colorín y Coatepec. Las segundas se localizan al sur y sureste y la forman el cerro Media Luna, Adolfo López y Cabriza. Las últimas se encuentran en el centro, sur y sureste, formadas por los valles del Matatipac, Trigomil, Pantanal, Xalisco y Aquiles Serdán.
Las elevaciones principales son: cerro Alto (2,240 m s. n. m.), cerro Coatepec (1,560 m s. n. m.), volcán Media Luna (1,420 m s. n. m.); cerro Bermejo (1,340 m s. n. m.), cerro La Cumbre (1,060 m s. n. m.), y cerro La Cafesillosa (760 m s. n. m.).

### Hidrografía
En este municipio se observa una gran cantidad de corrientes de agua de menor longitud como Los Fresnos, Casa Larga, Los Cuarenta, El Ahijadero, El Indio, Acueducto, Las Canoas y Trigomil. Manantiales: El Tepoxal y Palapita, entre otros.

### Clima
Predominan el cálido subhúmedo y el semicálido subhúmedo, con lluvias en verano (junio a septiembre), que alcanzan una precipitación promedio anual de 1,232.4 mm. Reporta una temperatura promedio anual de 23 °C. y se localiza a un lado de la laguna de Tepeltiltic.

### Principales ecosistemas
La vegetación es abundante en coníferas y maderables en los cerros; en el cerro de San Juan existen variadas especies de orquídeas y árboles frutales en los valles. Su fauna es diversa por las zonas de bosques y selvas. Las especies animales más comunes son: venado, tejón, conejos y algunos reptiles. 

### Recursos naturales
El municipio cuenta con vastos recursos forestales, agrícolas y minerales, propios para la construcción; así como importantes manantiales. 

### Características y uso de suelo
El suelo del municipio, está constituido básicamente por zonas pedregosas y jalosas. Sus usos principales son: agricultura (34.83%); pastizales (2.66%), bosques (39.13%), selva (23.14%) y otros (0.24%)La tenencia de la tierra es fundamentalmente ejidal.

### Traza urbana
Xalisco está dividido en aproximadamente 60 colonias y fraccionamientos.
Las principales vialidades de la ciudad son Bulevard Tepic Xalisco, Av. Hidalgo,  Av. Veracruz, Av. Sangangüey, Libramiento, Av. Morelia, Av. Javier Mina, Av. del Sol, Calle Saturno, Av. Álamo, Calle México, Calle Durango, Calle Limantour y Calle Leandro Ocampo.

## Atractivos culturales y turísticos

### Monumentos Históricos
En la cabecera municipal se puede contemplar un casco de hacienda localizado en el centro de la población y que data del siglo XIX, en la actualidad alberga a la escuela estatal "Lázaro Cárdenas"; asimismo, se localiza una construcción de tipo colonial, el templo dedicado a San Cayetano y en cuyo interior se admiran tallados, frescos y esculturas de diferentes materiales que reflejan la sensibilidad artística de los artesanos de la localidad; también los cascos de las haciendas casi intactas de Trigomil y El Limón.

### Museos
Anexo a la Presidencia Municipal, se encuentra un museo en donde se exponen piezas arqueológicas encontradas en la región pertenecientes a la cultura Aztlán, que datan del periodo que va del año 300 al 900 d. C.

### Plazas, Jardines y parques
- Plaza Hidalgo.
- Jardín Juárez.
- Plaza Pueblo Nuevo.
- Parque sierra de Picachos.
- Plaza Pública Minas de Xalli.
- Jardines de Puerta del sol.
- Parque Alborada 1.
- Parque Alborada 2.
- Parque Nuevo Progreso.

### Fiestas, danzas y tradiciones
La fiesta anual de mayor tradición es la de la Asunción de la Virgen María que se celebra cada 15 de agosto, justo al inicio de la cosecha del elote; por lo cual se le denomina "La Feria del Elote". En esta fiesta, los asistentes consumen elotes, acompañados de queso y tequila. En la localidad de San Cayetano, el día 7 de agosto se celebra al Santo Patrono San Cayetano, y lo celebran con danzas, juegos pirotécnicos, bailes, jineteo de novillos, y actividades religiosas. También se lleva a cabo la danza de los machetes, típica de Nayarit.

### Música
La música autóctona interpretada por los indígenas de la región ya no es muy escuchada, actualmente, la que predomina es la música de banda y conjuntos musicales. Entre las agrupaciones musicales más destacadas en el contexto estatal, encontramos a "Vaqueros Musical", "Rivales de Sinaloa" y "El Corita González y su Banda".

### Artesanías
Las artesanías que más se encuentran en la localidad, son los bordados de vistosos colores, en vestidos de manta y mezclilla.

### Gastronomía
Entre los alimentos de más tradición se encuentran el chicharrón, las carnitas de cerdo, los expendios de café aromático 100% natural, la famosa nieve de garrafa, la caña cruda o quemada, el atole de arrayán y el corazón de maguey cocido o "quiote", el cual es muy apreciado por los lugareños.

### Centros turísticos
Se puede visitar el balneario "Los Rosales", concurrido por el turismo y la población local.

## Gobierno

### Principales localidades
Xalisco, cabecera municipal tiene 60,000 habitantes; Pantanal 2,735; Testerazo 1,924; Emiliano Zapata 1,511; Aquiles Serdán 927;y La Curva 880 . En estas localidades radica el 86% de la población; el resto 14% habita en 38 localidades menores.

### Caracterización de Ayuntamiento
El ayuntamiento de Xalisco está integrado por el presidente municipal, el síndico y 10 regidores. De estos últimos, 7 son de mayoría relativa, y tres de representación proporcional. Cada uno de los integrantes cuenta con un suplente.
Las comisiones del Cabildo son las de Gobernación, Asuntos Constitucionales y Reglamentos, Hacienda Pública, Obras y Servicios Públicos, Planeación del Desarrollo Económico y Social, Justicia y Seguridad Pública, Control y Administración del Desarrollo Urbano y Ecológico, Educación y Cultura, y Acción Social y Deporte.

### Regionalización política
El municipio de Xalisco pertenece al IV Distrito Local Electoral y al III Distrito Federal Electoral.